# 朱炳辰
朱炳辰（1929年—？），男，安徽休宁人，中国无机化工专家，曾任华东化工学院教授、博士生导师，